# Бродщинский сельский совет (Кобелякский район)
Бродщинский сельский совет (укр. Бродщинська сільська рада) — входит в состав
Кобелякского района
Полтавской области
Украины.
Административный центр сельского совета находится в 
с. Бродщина.

## Населённые пункты совета
- с. Бродщина
- с. Леваневское
- с. Николаевка
- с. Павловка
- с. Самарщина